# Festival RTP da Canção 1976
O XIII Grande Prémio TV da Canção 1976 foi o décimo-terceiro Festival RTP da Canção, e teve lugar no dia 22 de fevereiro e 7 de março de 1976, no Estúdio 1 da RTP, em Lisboa. 
Neste festival Carlos do Carmo foi o escolhido para representar Portugal no Festival Eurovisão da Canção 1976.
António Vitorino de Almeida, Ana Zanatti e Eládio Clímaco foram os apresentadores do festival que foi ganho com a canção Uma flor de verde pinho.

## Festival
Em 1976 a RTP optou por fazer o Festival da Canção em moldes inéditos, até então.
A estação pública de televisão convidou especialmente Carlos do Carmo para nos representar no Eurofestival e  assim interpretar todos os temas.
O concurso foi aberto a todos os compositores que concorreram sob pseudónimo. O júri de seleção quando escolheu as oito canções não sabia quem as tinha composto.
No dia 22 de fevereiro as oito composições foram apresentadas ao grande público, na RTP1 e no dia 23 na RTP2, ainda sem serem conhecidos os respetivos autores e compositores.
O apuramento da canção vencedora foi da inteira responsabilidade dos telespetadores que até dia 28 de fevereiro às 24h tiveram a oportunidade de se pronunciarem sobre a sua preferência, através de cupões publicados nos jornais e revistas da época. Em cada cupão o telespetador apenas teria que indicar uma canção, preenchê-lo e colá-lo num bilhete postal dos CTT e enviá-lo para os apartados anunciados. O escrutínio foi efetuado até dia 3 de março.
A 7 de março e depois de escrutinados os votos dos portugueses, as oito canções voltam a ser apresentadas do 8º ao 1º lugar, onde foram revelados os autores de cada tema e a percentagem de votação obtida por cada canção.
O tema mais votado e que se consagrou vencedor foi "Uma flor de verde pinho", com poema de Manuel Alegre e música de José Niza.
| #  | Artista         | Canção                        | Letra (l) / Música (m)                             | Pontuação | Classificação |
| -- | --------------- | ----------------------------- | -------------------------------------------------- | --------- | ------------- |
| 1º | Carlos do Carmo | "Onde é que tu moras"         | Paulo de Carvalho (m), Joaquim Pessoa (l)          | 7º        | 4,70%         |
| 2º | Carlos do Carmo | "Estrela da tarde"            | Fernando Tordo (m), José Carlos Ary dos Santos (l) | 6º        | 9,29%         |
| 3º | Carlos do Carmo | "Os lobos e ninguém"          | José Luís Tinoco (m & l)                           | 5º        | 9,84%         |
| 4º | Carlos do Carmo | "Novo fado alegre"            | Fernando Tordo (m), José Carlos Ary dos Santos (l) | 2º        | 23,97%        |
| 5º | Carlos do Carmo | "No teu poema"                | José Luís Tinoco (m & l)                           | 3º        | 13,24%        |
| 6º | Carlos do Carmo | "Maria-criada, Maria-senhora" | Tozé Brito (m & l)                                 | 8º        | 3,58%         |
| 7º | Carlos do Carmo | "Cantiga de Maio"             | Carlos Mendes (m), Joaquim Pessoa (l)              | 4º        | 10,13%        |
| 8º | Carlos do Carmo | "Uma flor de verde pinho"     | José Niza (m), Manuel Alegre (l)                   | 1º        | 25,25%        |